# Oost-Macedonië en Thracië
Oost-Macedonië en Thracië (Grieks: Ανατολική Μακεδονία και Θράκη, Anatoliki Makedonia ke Traki) is een van de dertien periferieën (regio's) van Griekenland. De hoofdstad is Komotini.

## Geografie
De periferie is gelegen in het noordoosten van het Griekse vasteland. In het westen grenst hij aan Centraal-Macedonië, in het noorden aan Bulgarije en in het oosten aan het Europese deel van Turkije. Ten zuiden van de periferie ligt de Egeïsche Zee. De grootste stad is Kavala; een andere grote stad is Alexandroupolis. De eilanden Thasos en Samothrake behoren ook tot de periferie.

## Bestuurlijke indeling

Oost-Macedonië en Thracië met zijn gemeenten. De oranje gemeenten behoren tot Drama, de gele tot Kavala, de groene tot Xanthi, de blauwe tot Rodopi en de roze tot Evros. Thasos is het paarse eiland.

Oost-Macedonië en Thracië bestaat uit zes regionale eenheden (perifereiaki enotita): Drama (Δράμα), Kavala (Καστοριά), Xanthi (Ξάνθη), Rodopi (Ροδόπη), Evros (Έβρος) en Thasos (Θάσος). Zij vervingen in 2011 de tot dan toe bestaande vijf prefecturen (nomi) en hebben sindsdien geen eigen bestuur meer. De nieuwe eenheid Thasos, die uit het gelijknamige eiland bestaat, werd afgesplitst van Kavala. Rodopi en Evros vormen samen Thracië, de rest Oost-Macedonië.
In Oost-Macedonië en Thracië liggen 22 van de 325 Griekse gemeenten.

## Geschiedenis
Tot 1912 behoorde dit gebied tot het Ottomaanse Rijk. Na de Eerste Balkanoorlog werd het gebied onderdeel van Bulgarije. Toen Griekenland, Servië, Roemenië en Turkije een coallitie vormden om de nieuwe Bulgaarse macht te breken kwam een deel van het gebied aan Griekenland, maar Bulgarije behield het Thracische deel met een 120 km lange kustlijn (zie Voormalige Bulgaarse Zuidelijke Gebieden).
Na de Eerste Wereldoorlog kwam het gebied bij het Verdrag van Neuilly (1919) geheel aan Griekenland. Het is sindsdien steeds Grieks gebleven, met een onderbreking van 1941 tot 1945, toen het tijdens de Tweede Wereldoorlog met steun van nazi-Duitsland weer door Bulgarije was bezet.